# Prima resistenza di Zeitun
La prima resistenza di Zeitun del 1862 fu un conflitto armato tra gli armeni di Zeitun e l'Impero ottomano. Zeitun fu per molto tempo una regione armena autonoma, quasi indipendente, all'interno dell'Impero ottomano. In estate il sultano ottomano cercò di affermare il suo dominio sulla regione per sottometterla il suo controllo.

## Resistenza
Gli armeni di Zeitun avevano storicamente goduto di un periodo di elevata autonomia nell'impero ottomano fino al XIX secolo. Nella prima metà del XIX secolo, il governo centrale decise di portare questa regione dell'impero sotto un controllo più stretto e tentò di farlo stabilendo i musulmani nei villaggi intorno a Zeitun.